# Джерело напруги

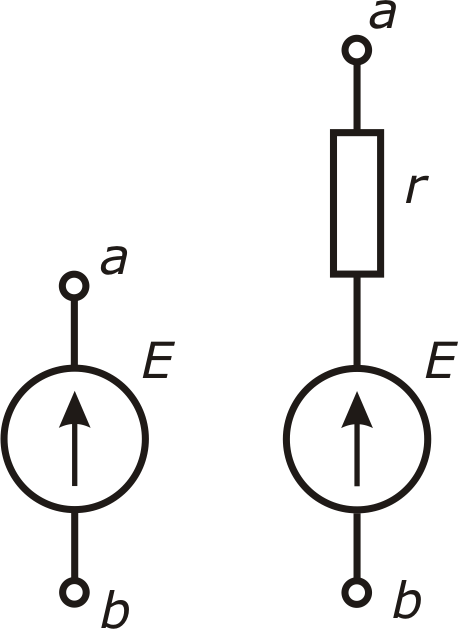
Одне із схематичних позначень джерела ЕРС (ліворуч) та реального джерела напруги (праворуч)

Джерело напруги або генератор напруги — елемент електричного кола, який забезпечує на своїх клемах певне значення напруги, яке не залежить від струму в колі. Іншим терміном, який застосовується в електриці, є джерело струму, що забезпечує певне значення сили струму в колі.

## Ідеальне джерело напруги
Ідеальне джерело напруги характеризується певним значенням електрорушійної сили і нульовим внутрішнім опором. Сила струму, що протікає через таке джерело, повністю визначається (за законом Ома) колом навантаження:
{\displaystyle I={\frac {\mathcal {E}}{R}}},
де {\displaystyle {\mathcal {E}}} — електрорушійна сила, R — електричний опір навантаження.

## Реальне джерело напруги

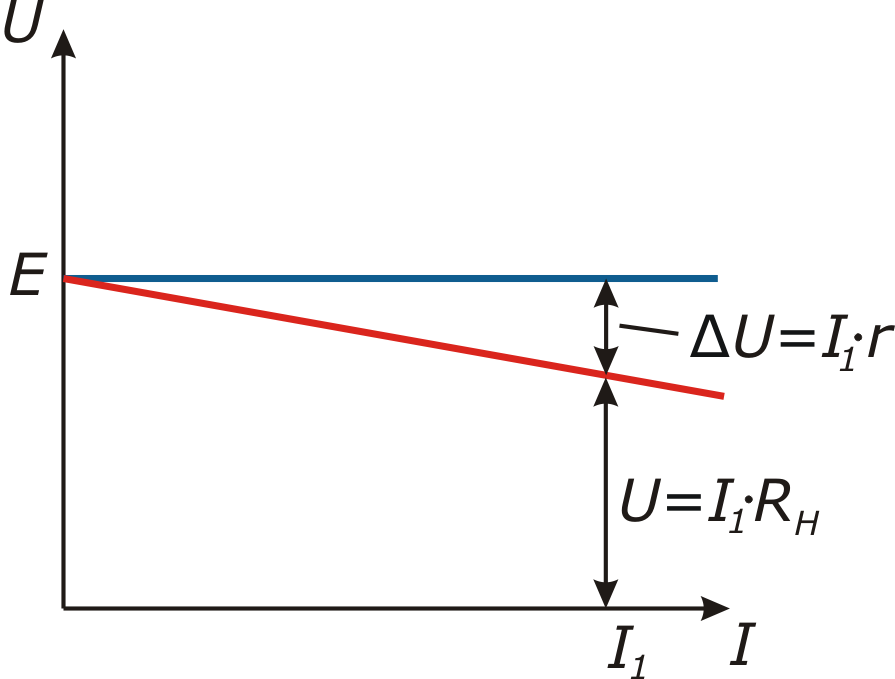
Навантажувальна характеристика ідеального (синій) і реального (червоний) джерел напруги.

Реальні джерела напруги мають скінченні значення внутрішнього опору.
На графіку справа наведено навантажувальні характеристики ідеального джерела напруги (джерела ЕРС) (блакитна лінія) та реального джерела напруги (червона лінія).
{\displaystyle {\mathcal {E}}=\Delta U+U}
де
{\displaystyle \Delta U=Ir} — падіння напруги на внутрішньому опорі джерела;
{\displaystyle U=IR_{H}\!} — падіння напруги на навантаженні.
При короткому замиканні ({\displaystyle R_{H}=0\!}) {\displaystyle {\mathcal {E}}=\Delta U}, тобто уся потужність джерела енергії розсіюється на його внутрішньому опорі. У цьому випадку струм {\displaystyle I_{K3}\!} буде максимальним для даного джерела ЕРС. Знаючи напругу холостого ходу та струм короткого замикання, можна обчислити внутрішній опір джерела напруги:
{\displaystyle r={\frac {U_{XX}}{I_{K3}}}}